# Feuars Arms

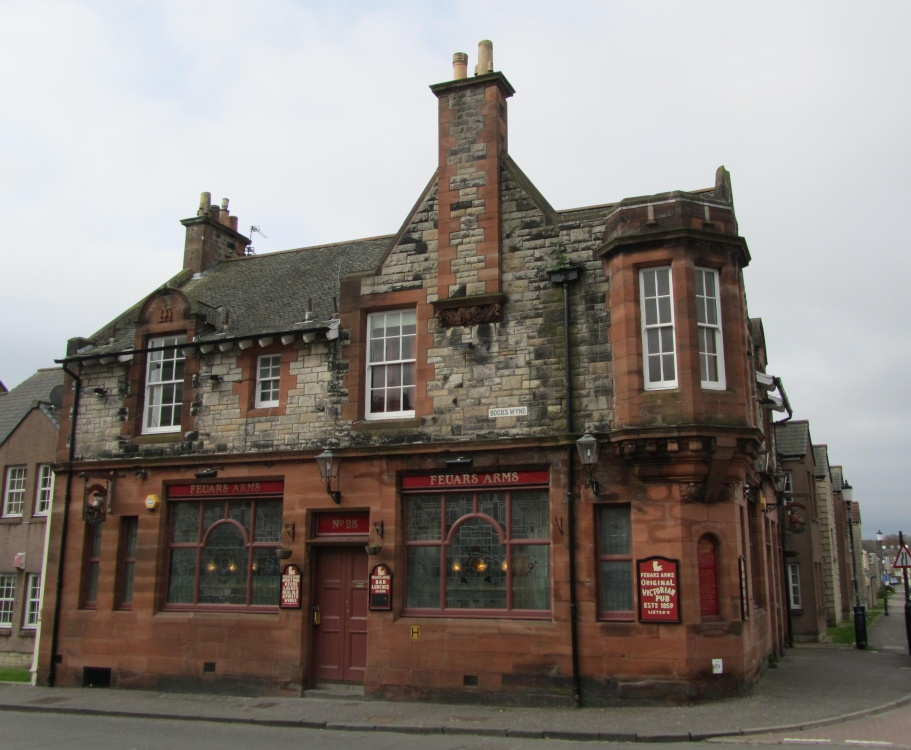
Feuars Arms

Das Feuars Arms ist eine Gaststätte in der schottischen Kleinstadt Kirkcaldy in der Council Area Fife. 1979 wurde das Bauwerk als Einzeldenkmal in die schottischen Denkmallisten zunächst in der Kategorie B aufgenommen. Die Hochstufung in die höchste Denkmalkategorie A erfolgte 2008.

## Geschichte
Am Standort befand sich zunächst eine 1859 errichtete Getreidemühle. Das Feuars Arms wurde im Jahre 1890 als Gaststätte für Andrew Stewart erbaut. In den Neubau wurden Fragmente der älteren Mühle integriert. Der Name „Feuars Arms“ leitet sich vermutlich von der Society of Feuars, die für die Landherrenfamilie Oswald (siehe auch Path House) Abgaben eintrieb, ab. Im Jahre 1902 wurde es nach einem Entwurf des lokalen Architekten William Williamson überarbeitet. Im Innenraum sind zahlreiche ursprüngliche Arbeiten erhalten geblieben.

## Beschreibung
Das zweistöckige Eckhaus steht an der Einmündung der Bogies Wynd in die Commercial Street. Es weist einen L-förmigen Grundriss auf. Im Erdgeschoss besteht das Mauerwerk des Jugendstilbaus aus roten Sandsteinquadern. Im Obergeschoss ist das Mauerwerk hingegen farblich abgesetzt und bossiert, wobei Details ebenfalls aus rotem Sandstein bestehen. Die rückwärtigen Fassaden sind mit Harl verputzt. Das Gurtgesims ist über den von der Ecke auskragenden, abgekanteten Erker mit zinnenähnlicher Brüstung fortgeführt. Unterhalb des Erkers ist eine rundbogige Nische eingelassen. Die Lukarnen sind segmentbogig verdacht. Es sind acht- und zwölfteilige Sprossenfenster verbaut. Die Gläser der weiten Gaststättenfenster im Erdgeschoss sind dekorativ ornamentiert. Das abschließende Dach ist mit Schiefer eingedeckt.